# Relations entre le Japon et le Monténégro
Les Relations entre le Japon et le Monténégro désignent les relations internationales entre le Japon et le Monténégro. Le Japon a reconnu le Monténégro le 16 juin 2006 et a établi des relations diplomatiques le 24 juillet 2006. Le Monténégro est représenté au Japon par son bureau des affaires étrangères à Podgorica et le Japon est représenté au Monténégro par un ambassadeur non-résident basé à Belgrade.

## Contexte
Le Monténégro était un allié de la Russie pendant la guerre russo-japonaise, déclarant la guerre au Japon en 1905. Des volontaires du Monténégro avaient été envoyés dans l'Armée Russe,. Dans le traité de paix suivant la guerre, le Monténégro a été exclu et un état de guerre a continué d'exister entre les deux pays. En 2006, le Japon a reconnu l'indépendance monténégrine et a déclaré que la guerre était terminée. Un traité de paix a été signé. Celui-ci a mis fin à la guerre prolongée par l'irrégularité diplomatique qui a duré 101 ans.

## Coopération
Le Japon et le Monténégro sont tous les deux membres des Nations unies où ils communiquent et coopèrent activement.
Les deux sont également membres des organismes suivants (pleine ou régulière adhésion sauf indication contraire) ; Conseil de l'Europe (le Japon est un observateur), BERD, ONUAA, AIEA, BIRD, OACI, CPI, Mouvement international de la Croix-Rouge et du Croissant-Rouge, AID, SFI, FISCR, OIT, FMI, OMI, Interpol, CIO, OIM, UPU, ISO (le Monténégro est seulement un correspondant), UIT, CSI, MIGA, OIAC, OSCE (le Japon est un partenaire), CPA, ICES (Le Japon est un observateur), UNESCO, HCR, ONUDI, OMT, OMD, Fédération syndicale mondiale, OMS, OMPI, OMM, OMC (le Monténégro est un observateur).

## Développement et Commerce
Commerce avec le Japon en 2009 :
- Exportations japonaises : 163 millions de Yens (pompes, imprimantes, etc.).
- Importations japonaises : 2 millions de Yens (Accessoires informatiques).

Principaux investissements directs en provenance du Japon :
- Daido Metal Company Ltd. a acheté une usine de roulement à Kotor en 2001.

Coopération économique bilatérale du Japon :
- Liste d'échange des notes
- Aides : 506 millions de Yens
- Coopération technique : 599 millions de Yens

## Communauté japonaise au Monténégro
En octobre 2009, il y avait 11 ressortissants japonais au Monténégro.